# 垂水千恵
垂水 千恵（たるみ ちえ、1957年7月 -　）は、日本の台湾文学研究者、横浜国立大学国際戦略推進機構教授。四方田犬彦の妻で、四方田 千恵名義でも活動している。

## 経歴
香川県高松市生まれ。1980年お茶の水女子大学文教育学部卒。82年同大学院修士課程修了、2001年、「呂赫若研究」で博士（人文科学）号取得。台湾東海大学外文系専任講師を経て、横浜国立大学留学生センター教授。

## 著書
- 『台湾の日本語文学 日本統治時代の作家たち』五柳書院, 1995
- 『呂赫若研究 1943年までの分析を中心として』風間書房, 2002
- 『台湾文学というポリフォニー 往還する日台の想像力』岩波書店, 2023

### 共編
- 『台湾の「大東亜戦争」 文学・メディア・文化』藤井省三,黄英哲 東京大学出版会, 2002
- 『記憶する台湾』呉密察,黄英哲 東京大学出版会, 2005
- 『越境するテクスト 東アジア文化・文学の新しい試み』松浦恆雄,廖炳惠, 黄英哲共編. 研文出版, 2008
- 『台湾文化表象の現在(いま) :響きあう日本と台湾』前野みち子, 星野幸代, 黄英哲共編. あるむ, 2010

### 翻訳
- 黄春明他『鹿港からきた男』池上貞子,三木直大共訳 国書刊行会, 2001
- 邱妙津『ある鰐の手記』 (台湾セクシュアル・マイノリティ文学 1),作品社，2008
- 『クィア/酷児評論集『父なる中国、母(クィア)なる台湾?』 ほか全七篇 垂水千恵 編 台湾セクシュアル・マイノリティ文学 4　作品社, 2009
- 陳芳明『台湾新文学史』下村作次郎, 野間信幸, 三木直大,池上貞子共訳. 東方書店, 2015.1